# Eugène Hus
Pour les articles homonymes, voir Hus, Famille Hus et Stapleton.
Œuvres principales
Le Ballon (1784)
Les Chevaliers du soleil (1801)
La Dansomanie (1806)
La Naissance du fils de Mars et de Flore (1817)
Pierre-Louis Stapleton, dit Eugène Hus, est un danseur et chorégraphe franco-belge né à Bruxelles le 17 juillet 1758 et mort dans cette même ville le 24 février 1823. Il est le fils de Louis Stapleton, officier irlandais en garnison à Bruxelles, et d'Élisabeth Bayard, danseuse figurante au Théâtre de la Monnaie, connue sous le nom de scène de « Mlle Bibi ».

## Biographie
Délaissé par son père, qui repart en campagne, Pierre-Louis se frotte très tôt à la scène en compagnie de sa mère : vers l'âge de quatre ans, il danse devant le prince Charles-Alexandre de Lorraine qui lui offre 50 ducats dans une boîte d'or en guise de récompense pour ses talents précoces, lit-on dans la notice nécrologique que lui consacre le Journal de Bruxelles. En 1762, Jean-Baptiste Hus arrive à Bruxelles comme maître de ballet, avec sa maîtresse Élisabeth Bayard, de retour au Théâtre de la Monnaie. Le jeune Stapleton, adopté par son beau-père, suit le couple dans ses pérégrinations : ils sont notamment à Lyon de 1764 à 1767 et de 1770 à 1779, où Pierre-Louis commence sa carrière de maître de ballet sous la direction de son beau-père.
Un nouveau tournant l'attend à Paris, où il est engagé comme danseur et maître de ballet au Théâtre-Italien de 1779 à 1780, puis il retourne à Lyon où il épouse une comédienne, Mlle Soulier. Le 9 février 1784, il y crée Le Ballon, ballet de circonstance consacré à l'invention des frères Montgolfier, mais le public siffle tant la pièce qu'elle est arrêtée après la première représentation. Appelé à Bordeaux par Jean Dauberval en 1785, après la déroute de la direction lyonnaise, Pierre-Louis y remonte La Mort d'Orphée et Les Quatre fils Aymons, ballets créés par Jean-Baptiste respectivement en 1759 et 1780. Il prend alors le pseudonyme d'Eugène Hus. Il danse à l'Opéra de Paris en 1786, puis à Londres en 1787.
Lors de son retour à Bordeaux, Eugène Hus prend part, le 1er juillet 1789, à la création du Ballet de la paille de Dauberval, qui deviendra célèbre par la suite sous le nom de La Fille mal gardée. Après un séjour à Rouen, Hus devient second maître des ballets de l'Opéra de Paris en 1793, où il crée le Ballet des Muses. À la fin du siècle, le Théâtre de la Gaîté, celui des Jeunes-Artistes et l'Opéra-Comique l'engagent comme maître de ballet et les créations s'y succèdent. À l'ouverture du Théâtre de la Porte-Saint-Martin, le 30 septembre 1802, Eugène Hus rejoint la nouvelle troupe de ballet formée par Jean-Pierre Aumer pour lui succéder.
Lorsque le décret impérial de 1807 impose la fermeture de plusieurs théâtres parisiens, Hus sillonne la province et danse à Bordeaux, Marseille, Carcassonne, Lyon et Toulouse. C'est alors que l'administration du Théâtre de la Monnaie lui propose la charge de régisseur ; Hus accepte et prend ses fonctions le 1er décembre 1814. Trois ans plus tard, il crée à Bruxelles le premier Conservatoire de danse, que Jean-Antoine Petipa réorganisera en 1826. En plus de la direction du ballet et du Conservatoire, il est « chargé des fêtes de la Cour » de Guillaume Ier. En 1819, il fait venir de Marseille Jean-Antoine Petipa et sa famille et se retire peu à peu de la scène.
Avec Pierre Gardel et Auguste Vestris, Eugène Hus aura été l'un des grands fondateurs du ballet au XIXe siècle et le témoin direct de grands changements politiques et artistiques. Il aura surtout été le seul lien vivant entre Noverre et le ballet russe, par l'entremise de la famille Petipa.

## Œuvres
- 1784 : Le Ballon (Lyon, 9 février)
- 1789 : L'Oracle accompli (Bordeaux, 24 août)
- 1790 : Lausus et Lydie (Nantes)
- 1793 : Les Muses, ou le Triomphe d'Apollon (Paris, 12 décembre)
- 1796 : Lise et Colin ou La Surveillance inutile, (Paris, 4 août)
- 1797 : Psyché (Rouen, juillet)
- 1798 : Tout cède à l'amour (Bordeaux, août)
- 1799 : Kiki, ou l'Île imaginaire (Paris, 9 novembre)
- 1800 : Augustine et Benjamin, ou le Sargines de village (Paris, 4 novembre)
- 1801 : Les Chevaliers du soleil, ou Amour et dangers (Paris, 21 juin)
- 1801 : L'Héroïne de Boston, ou les Français au Canada (Paris, 12 octobre)
- 1802 : Riquet à la houpe (Paris, 13 décembre)
- 1803 : La Fille mal gardée, ou Il n'est qu'un pas du mal au bien, d'après Dauberval (Paris, 13 février)
- 1803 : Jeanne d'Arc, ou la Pucelle d'Orléans (Paris, 15 avril)
- 1804 : Les Hamadryades, ou l'Amour vengé (Bordeaux, 22 mars)
- 1804 : Les Vendangeurs du Médoc, ou les Deux baillis dupés (Paris, 20 juillet)
- 1804 : Le Gascon gascon malgré lui (Paris, 17 novembre)
- 1805 : L'Ingénu, ou le Sauvage du Canada (Paris, 17 janvier)
- 1805 : Amanda (Paris, 31 juillet)
- 1805 : L'Enchanteur Azolin, ou le Visir imaginaire (Paris, 12 décembre)
- 1806 : La Dansomanie ou la Fête de M. Petit-Pas (Bordeaux, août)
- 1807 : Les Illustres Fugitifs, ou les Trois journées, pantomime en 3 actes de Edouard-Alexandre Bignon, musique Alexandre Piccinni, Théâtre de la Porte-Saint-Martin, 8 janvier
- 1810 : Le Retour du seigneur, ou la Dot (Carcassonne, 23 février)
- 1813 : La Pucelle d'Orléans (Paris, 10 novembre)
- 1815 : Je l'aurais gagé ! (Bruxelles, 30 mars)
- 1817 : La Naissance du fils de Mars et de Flore, ou les Vœux accomplis (Bruxelles, 27 mars)
- 1818 : La Fête des dames, ou la Journée du 19 janvier (Bruxelles, 19 janvier)
- 1818 : Le Nid d'amours, ou les Amours vengés (Bruxelles, 9 mars)